# Conus pyriformis
Conus pyriformis é uma espécie de gastrópode do gênero Conus, pertencente à família Conidae.